# Jason Lieb
Jason Lieb (* 28. Mai 2001 in Erlenbach am Main) ist ein deutscher Volleyball- und Beachvolleyballspieler.

## Karriere Halle
Lieb spielte in seiner Jugend Volleyball in seiner unterfränkischen Heimat beim TV Mömlingen, mit dem er mehrfach an deutschen Jugendmeisterschaften teilnahm und 2018 deutscher U18-Meister wurde. Mit einem Zweitspielrecht spielte der Zuspieler auch bei den Juniorenteams vom VC Olympia Kempfenhausen und vom Volleyball-Internat Frankfurt in der 2. Bundesliga und in der 3. Liga. Mit der deutschen Junioren-Nationalmannschaft gewann er 2018 die U18-Europameisterschaft. 2019/20 spielte er beim VC Olympia Berlin in der zweiten Bundesliga. 2020/21 war der Zuspieler auch Scout für das VCO-Erstligateam. 2022/23 spielte Lieb beim Nord-Zweitligisten PSV Neustrelitz und seit 2023 beim Süd-Zweitligisten VC Eltmann.

## Karriere Beach
Lieb spielte von 2015 bis 2018 auf diversen Jugendmeisterschaften. Mit Simon Pfretzschner gewann er 2017 die deutsche U17-Meisterschaft und 2018 die deutsche U18-Meisterschaft.